# José Bernal
José Antonio Severino Bernal Muñoz (Santa Clara, Villa Clara, Cuba; 8 de enero de 1925-Skokie, EE. UU.; 19 de abril de 2010), conocido como José Bernal, fue un artista cubano-estadounidense (naturalizado ciudadano de EE. UU. en 1980). Su arte se distingue por ser una obra sumamente independiente. Su estética provino de una imaginación fértil y elevada, junto a su nacimiento cubano y su experiencia del destierro y renovación.
El arte producido por José Bernal desde 1937 hasta su muerte es prolífico y diverso, a veces insinuando a maestros de un distante pasado o a otros celebrados en décadas recientes, sin embargo su método fundamental en cada obra es distintivamente suyo. Su obra artística ha sido descrita como modernista, abstracta, y expresionista, pero el amplio espectro de su arte desafía una específica categorización. El término posmodernismo puede ser también aplicado al arte de Bernal, tan diverso y complejo a su estilo de trabajo, especialmente cuando él rechazó la idea del arte nuevo, una característica imbuida en la teoría del posmodernismo.

## Biografía

### La vida en Cuba

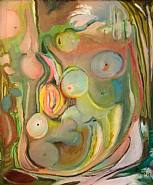
José Bernal, Madre tierra (The Good Earth), 1943.

Desde temprana edad José Bernal se dedicó intensamente a las artes visuales y musicales, animado y apoyado por el talento artístico de sus padres. Sus estudios le atrajeron a enseñar arte y recibir su Maestría de la Escuela de Artes Plásticas Leopoldo Romañach. Sus creaciones musicales y visuales se reconocieron en exposiciones y actuaciones presentadas en La Habana y Santa Clara.
Pero, en 1961, "... durante la Invasión de Bahía de Cochinos, Bernal fue uno de los muchos cubanos detenidos por comportamiento antipatriótico[.]... Después de ser liberado, la amenaza de ejecución les obsesionaba [a él] y a su esposa, y los dos iniciaron cautelosamente planes para salir del país con sus tres hijos jóvenes. Les llevó más de un año conseguir las visas..." y con la ayuda de la Iglesia Metodista lograron obtener vuelo hacia EE. UU. con la línea aérea Pan Am en junio de 1962.

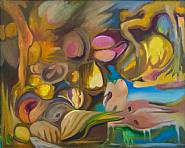
José Bernal, Drought in Paradise, 1974.

### La vida en EE. UU.
La ciudad de Miami en la Florida fue el puerto de entrada para la familia Bernal. Su estancia en el Sunshine State (Estado del sol brillante) duró pocos meses debido a la escasez de trabajo. En el otoño de 1962 ellos se trasladaron a Chicago, Illinois. Bernal se enfrentó con la necesidad de mantener a su familia y, por causa de la barrera lingüística, consiguió empleo en una fábrica diseñando materiales artísticos con fines comerciales. Entretanto, él continuó produciendo su arte personal. Durante este período los críticos observaron sus pinturas demostrando una transformación afectada por el cambio del ambiente geográfico. En Cuba su paleta de pintor no reflejaba el matiz de los colores brillantes e intensos de su tierra natal. En Chicago él comenzó a incorporar en su arte las intensidades tropicales de su tierra caribeña.
En 1964, un ejecutivo de la compañía de Marshall Field's revisó el porfolio de arte de Bernal y le ofreció un puesto de Diseñador Principal. Allí el director de la galería de bellas artes de Field's convenció a Bernal que expusiera sus paisajes, pinturas de naturaleza estática y retratos impresionistas. Tiempo después, "... Betty Parsons, comerciante en arte, artista y coleccionista, descubrió la obra artística de Bernal y comenzó a ordenar una serie de pedidos para exhibir y vender sus pinturas[.] ... La conexión lucrativa facilitó a Bernal dejar su empleo en Marshall Field's y volver a una escuela donde pudiera continuar su doble sueño de enseñar y pintar."
La escuela del Art Institute of Chicago le otorgó a Bernal una evaluación de su Maestría de Bellas Artes (Master of Fine Arts) en el año 1970 y él volvió a la enseñanza de arte al mismo tiempo que continuaba a crear y exponer sus obras. Lydia Murman, una crítica de arte para el New Art Examiner analizó una exposición de Bernal de collage y assemblage: "Las obras de Bernal atraen al espectador porque reviven interés por el arte como fuerza comunicativa. El observador reacciona a la adaptación clásica donde los objetos vistos han sido manipulados con respecto a sus propiedades físicas y por su valor potencial simbólico. Aunque la propiedad cálida natural de la madera, el papel de periódicos viejos, el metal deslustrado, y objetos antiguos producen un aura que absorbe al espectador y despierta imágenes de arquetipo dentro de su subconsciente, en otras obras, tal y como 'Equilibrando lo desequilibrado', donde el grifón se percibe como un grifón, atrae al espectador a que abra un diálogo con referencia a lo que es substancia e ilusión, el arte y la realidad."
"Aunque Bernal y su familia no lo reconocieron, las primeras indicaciones de la enfermedad de Parkinson aparecieron durante los años 1980, pero eventualmente él fue diagnosticado en 1993. Él continuó trabajando, siguiendo adelante y luchando contra la destrucción y las ruinas de la enfermedad[.] ... En el año 2004, Bernal [propuso] a la National Parkinson Foundation [en Miami] ...hacer una donación de varias de sus obras artísticas para ser subastada a beneficio de la fundación. La cantidad enorme de la contribución de Bernal se ... aument[ó] a más de 300 obras de arte."
La obra de arte de Bernal está anotada en dos libros escritos por Dorothy Chaplik sobre el arte latinoamericano: Latin American Art and Cultures y  Defining Latin American Art/Hacia una definición del arte latinoamericano, pero en su ensayo The Art of José Bernal, ella describe su obra prolífica, variada, y distinguida. Ella también describe el proceso artístico según él cruzó los desafíos de su vida, su lucha personal con la enfermedad de Parkinson, y su firme pasión por su arte que afirma la vida.
José Bernal murió de complicaciones de la enfermedad de Parkinson el 19 de abril de 2010, en Skokie, Illinois, EE. UU.
Documentos acerca de la vida y obra de arte de José Bernal están archivados en el Institute for Latino Studies en la Julian Samora Library de la University of Notre Dame, Notre Dame, Indiana, EE. UU.

## Colecciones
Obras de José Bernal se encuentran en las siguientes muestras permanentes:
- San Antonio Museum of Art, San Antonio, Texas, EE. UU.
- Tucson Museum of Art, Tucson, Arizona, EE. UU.
- Asheville Art Museum, Asheville, Carolina del Norte, EE. UU.
- Cameron Art Museum, Wilmington, Carolina del Norte, EE. UU.
- McNay Art Museum, San Antonio, Texas, EE. UU.
- Mary and Leigh Block Museum of Art, Evanston, Illinois, EE. UU.
- The Art Institute of Chicago, Chicago, Illinois, EE. UU.
- Institute for Latino Studies/University of Notre Dame, Indiana, EE. UU.
- Art Museum of the Americas, OAS, Washington D. C., EE. UU.
- El Museo del Barrio, New York, New York, EE. UU.
- DePaul Art Museum, Chicago, Illinois, EE. UU.
- Loyola University Museum of Art, Chicago, Illinois, EE. UU.
- Museo Nacional Centro de Arte Reina Sofía, Madrid, España